# Tujuba
Melipona rufiventris também chamada de tujuba, teúba ou uruçu-amarela é uma abelha social brasileira, da tribo dos meliponíneos. Essa espécie apresenta o tegumento com a coloração variando do negro ao ferrugíneo com abundante desenho arruivado e corpo coberto de pêlos ferrugíneos/amarelados. Nidifica em ocos de árvores e produz mel apreciado. Também é conhecida pelos nomes de teúba, tiúba, tuiúva e tujuva, nomes populares que também podem ser utilizados para outras espécies do mesmo gênero, como é o caso da (Melipona fasciculata), também chamada de tiúba no Estado do Maranhão.

## Distribuição e habitat
Abrange os estados da Bahia, Espírito Santo, Goiás, Distrito Federal, Minas Gerais, Rio de Janeiro, São Paulo, Paraná, Santa Catarina.

## Ecologia
São abelhas eusociais, que vivem em colônias grandes, de baixa agressividade, cujo comportamento defensivo é beliscar a pele. Apresentam colônias grandes. Os ninhos são encontrados: ocos de árvores. A entrada do ninho é localizada no centro de raias convergentes de barro e permite que apenas uma abelha entre ou saia de cada vez. Os favos de cria são horizontais ou helicoidais e não ocorrem células reais. O invólucro está presente e é constituído de várias membranas de cerume. Os potes de alimento possuem cerca de 4 cm de altura.